# Linus Omark
Linus Karl Heimer Omark (Övertorneå, 5 febbraio 1987) è un hockeista su ghiaccio svedese che gioca nel ruolo di ala per il Luleå. Fu selezionato dagli Edmonton Oilers in 97ª posizione assoluta all'NHL Entry Draft 2007.

## Carriera

### Club
Omark iniziò la propria carriera in patria nel settore giovanile del Luleå HF, formazione della Elitserien con cui esordì nel corso della stagione 2005-2006. Nella stagione 2009-10 Omark ebbe l'opportunità di giocare per una stagione in Russia con la Dinamo Mosca, squadra della Kontinental Hockey League. Concluse la stagione 20 gol e 36 punti in 56 partite giocate. Omark in quel periodo crebbe di popolarità per alcune sue prodezze e gol spettacolari, come un pallonetto sopra il portiere della Svizzera Marco Bührer e un colpo in stile lacrosse contro il Brynäs.
Omark per la stagione 2010-11 si trasferì in Nordamerica frequentando il training camp con gli Edmonton Oilers, squadra da cui era stato scelto nel 2007. Fu inizialmente assegnato agli Oklahoma City Barons, squadra della AHL affiliata agli Oilers. Con i Barons ebbe un esordio positivo, registrando 13 reti e altrettanti assist nelle prime 26 gare dell'anno. Cinque di quelle reti arrivarono il 7 novembre 2010, quando Omark segnò 5 gol nel tempo regolamentare più un rigore decisivo nella vittoria per 7-6 dei Barons contro i Toronto Marlies.
A seguito degli infortuni degli attaccanti degli Oilers Aleš Hemský e Shawn Horcoff, Omark ed il compagno di squadra ai Barons Ryan O'Marra furono richiamati in prima squadra l'8 dicembre 2010. Omark esordì in NHL il 10 dicembre contro i Tampa Bay Lightning, incontro concluso 4-3 allo shootout per gli Oilers. Lo svedese registrò un assist e il rigore decisivo. Omark segnò la sua prima rete in NHL il 16 dicembre contro Steve Mason, portiere dei Columbus Blue Jackets. Al termine della stagione Omark fece segnare 51 presenze con gli Oilers, con 5 gol e 27 punti. Ad Oklahoma City invece finì l'anno con 14 gol e 31 punti in 28 partite di stagione regolare.
Nella stagione 2011-12 alcuni problemi fisici limitarono il suo utilizzo; al termine del secondo anno di contratto disputò solo 14 gare con gli Oilers ottenendo solo 3 punti, mentre con i Barons fu autore di 16 punti in 18 partite. Diventato free agent nell'estate del 2012 si è accasato all'EV Zug, formazione della Lega Nazionale A. Al termine della stagione regolare si aggiudicò il titolo di top scorer della lega con 69 punti in 48 presenze. Nell'estate del 2013 tornò a Edmonton con un contratto annuale. Nel dicembre del 2013 fu scambiato con i Buffalo Sabres. Nella primavera del 2014, dopo essere ritornato in Europa, Omark firmò un contratto con i finlandesi dello Jokerit, formazione iscritta alla KHL. L'esperienza in finlandia è durata una stagione, ma Omark è rimasto in Kontinental Hockey League anche nelle successive cinque, con lo Salavat Julaev Ufa.
Nella stagione 2020-2021 ha militato in National League con il Genève-Servette Hockey Club, prima di fare ritorno nuovamente al Luleå HF, sulla base di un accordo triennale che prevedeva tuttavia la possibilità di un ritorno al Genève-Servette nella stagione 2022-2023.

### Nazionale
Omark ha rappresentato numerose volte la nazionale della Svezia. A livello internazionale debuttò in occasione del Campionato mondiale di hockey su ghiaccio Under-20 2007 disputatosi in patria, nel quale registrò 5 punti in 7 gare arrivando con la propria selezione al quarto posto finale. Il debutto in prima squadra in un evento ufficiale giunse al campionato mondiale 2009 giocato in Svizzera. Omark totalizzò 10 punti in 9 gare, conquistando la medaglia di bronzo. Prese parte anche ai mondiali dell'anno successivo in Germania, dove la Svezia conquistò ancora la medaglia di bronzo.
Omark è tornato a disputare un mondiale nel 2016 (la Svezia fu eliminata ai quarti di finale), mentre nell'edizione successiva riuscì a salire sul gradino più alto del podio.
Ha fatto il suo esordio olimpico a Pyeongchang 2018.

## Palmarès

### Club
- Campionato svizzero: 1

Ginevra-Servette: 2022-2023

### Nazionale
- Campionato mondiale di hockey su ghiaccio: 1

Svezia: Francia/Germania 2017

### Individuale
- PostFinance Top Scorer: 1

2012-2013 (66 punti)
- Maggior numero di assist in LNA: 1

2012-2013 (59 assist)
- Elitserien All-Star Team: 1

2008-2009
- Coppa Spengler All-Star Team: 1

2014
- Kontinental Hockey League All-Star Team: 4

2015-2016, 2016-2017, 2017-2018, 2019-2020